# Powiat Elbląski
Der Powiat Elbląski ist ein 1999 gegründeter Powiat (Kreis) im westlichen Teil der polnischen Woiwodschaft Ermland-Masuren mit der Kreisstadt Elbląg (Elbing). Der Powiat zählt auf einer Fläche von 1430,55 km² rund 57.400 Einwohner.

## Geografie

### Geografische Lage
Er umschließt die kreisfreie Stadt Elbląg und wird selbst von den Powiaten Braniewo, Lidzbark, Ostróda und Iława umschlossen. Im Westen verläuft die Grenze zur Woiwodschaft Pommern, während im Nordwesten über die Danziger Bucht Zugang zur Ostsee besteht.
Das Kreisgebiet umfasst das Territorium der ehemaligen deutschen Landkreise Elbing und Preußisch Holland, die bis 1945 zur preußischen Provinz Ostpreußen gehörten. Vor 1920 gehörte der Landkreis Elbing zu Westpreußen, der Landkreis Preußisch Holland jedoch zu Ostpreußen.

## Gemeinden

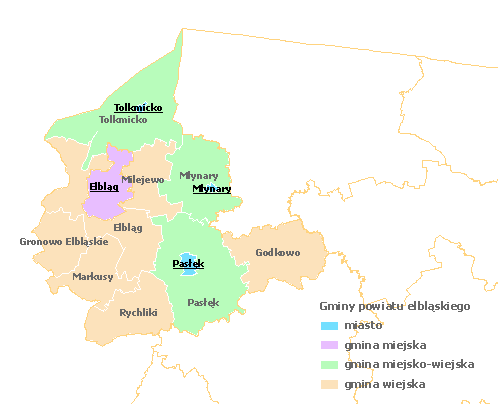
Die Gemeinden des Powiat Elbląski

Der Powiat Elbląski umfasst neun Gemeinden, davon drei Stadt-und-Land-Gemeinden, deren gleichnamige Hauptorte das Stadtrecht besitzen, sowie sechs Landgemeinden:
Einwohnerzahlen vom 31. Dezember 2020

### Stadt-und-Land-Gemeinden
- Młynary (Mühlhausen in Ostpreußen) – 4411 Einwohner
- Pasłęk (Preußisch Holland) – 19.205 Einwohner
- Tolkmicko (Tolkemit) – 6528 Einwohner

### Landgemeinden
- Elbląg (Elbing) – 7593 Einwohner
- Godkowo (Göttchendorf) – 2977 Einwohner
- Gronowo Elbląskie (Grunau) – 5115 Einwohner
- Markusy (Markushof) – 4021 Einwohner
- Milejewo (Trunz) – 3409 Einwohner
- Rychliki (Reichenbach) – 3727 Einwohner